# El judío internacional

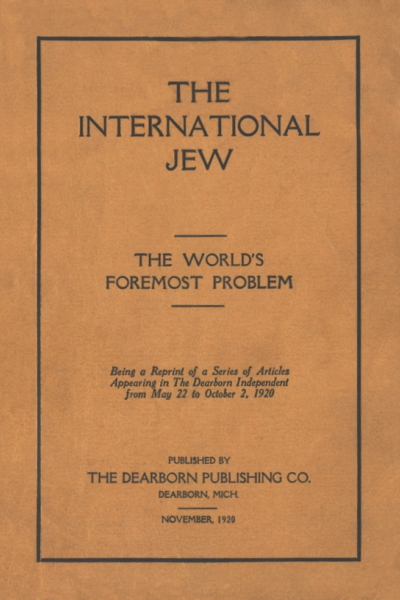
Primera edición de El judío internacional, noviembre de 1920

El judío internacional (1920) es un libro del empresario estadounidense Henry Ford que tuvo gran influencia en la expansión mundial del antisemitismo, y en particular en la formación de la ideología nazi.

## Origen, contenido y difusión
El libro fue publicado en 1920 bajo el título completo de The international jew: the world's foremost problem (El judío internacional: el primer problema del mundo), por The Dearborn Independent, un semanario antisemita propiedad de Henry Ford, el industrial estadounidense y fabricante de automóviles, y dirigido por el secretario privado de Ford, Ernest G. Liebold. El periódico había publicado también, y difundido ampliamente en los Estados Unidos, Los protocolos de los sabios de Sion.
El judío internacional es un extenso libro publicado en cuatro volúmenes, traducido a dieciséis idiomas, entre ellos seis ediciones en el alemán entre 1920 y 1922. El libro tuvo una gran aceptación.
Aparentemente Ford no escribió personalmente el libro. Una demanda por difamación interpuesta por el abogado de San Francisco Aaron Shapiro en respuesta a los comentarios antisemitas llevaron a Henry Ford a cerrar el periódico The Dearborn Independent en 1927.
Después del ingreso de Estados Unidos en la Segunda Guerra Mundial, en 1942, Ford intentó detener la distribución de El judío internacional pero no lo consiguió, continuando su difusión hasta el presente.

## El judío internacional en español
La obra se ha traducido y adaptado en varias ocasiones al idioma español. La primera traducción fue la realizada por Bruno Wenzel y fue publicada en la primera edición del libro en español por Hammer Verlag en Leipzig en 1925. La traducción fue readaptada posteriormente por L. Brunet para la segunda edición de la obra en 1930. La readaptación más ampliamente extendida fue realizada por Enrique Montaldo, sobre la traducción original de Bruno Wenzel, y utilizada en la publicación de la obra por la editorial Luz Ediciones Modernas en Buenos Aires en 1942.

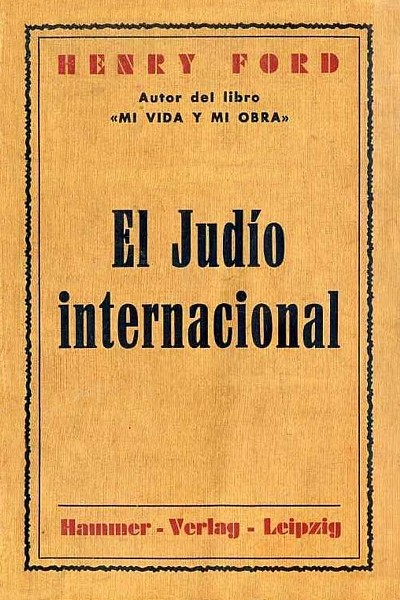
Portada de la primera edición de El judío internacional, de 1925